# Garypus decolor
Espèce
Garypus decolor est une espèce de pseudoscorpions de la famille des Garypidae.

## Distribution
Cette espèce est endémique du Quintana Roo au Mexique. Elle se rencontre vers Cancún.

## Publication originale
- Muchmore, 1991 : Pseudoscorpionida. Diversidad biológica en la Reserva de la Biosfera de Sian Ka'an Quintana Roo, México. Diversidad biológica en la Reserva de la Biosfera de Sian Ka'an Quintana Roo, México. Chetumal, p. 155-173.